# Кріс Джеріко
Кріс Джеріко (англ. Chris Jericho); справжнє ім'я Крістофер Кіт Ірвайн (англ. Christopher Keith Irvine); народився 9 листопада 1970 року — американський/канадський актор, письменник, радіоведучий, рок-музикант і професійний реслер. Він є першим в історії Беззаперечним чемпіоном WWE, а також дев'ятиразовим Інтерконтинентальним чемпіоном.
Випускник легендарного «Підземелля Хартів», Ірвайн проводив свої перші виступи в Канаді, Мексиці і Японії. Кріс продовжив свою кар'єру в США, в таких відомих промоушенах, як World Championship Wrestling (WCW) и Extreme Championship Wrestling (ECW). Він єдиний за 44 роки існування WWE реслер, який мав 6 різних титулів.
Батько Кріса, Тед Ірвайн (англ. Ted Irvine) — в минулому хокеїст, який грав у Національній хокейній лізі. Сам Кріс є віруючим християнином. Сценічний псевдонім «Джеріко» Кріс собі вибрав, будучи натхненним історією древнього міста Єрихона. Також є учасником популярної американської рок-групи Fozzy. 2006 року знявся в фільмі «Вороги».
4 січня 2010 року відбувся дуже важливий для нього матч (Кріс Джеріко і Біг Шоу vs. Шон Майклз і Тріпл Ейч). Кріс програв той матч, і повинен був покинути RAW назавжди. Але на Elimination Chamber Кріс Джеріко виграв титул чемпіона світу в Андертейкера з допомоги Шона Майклза. На Реслманія XXVI бився с Эджем за титул чемпіона світу у тяжкій вазі, виграв матч і захистив свій титул. Проте зовсім скоро, на черговому випуску SmackDown, на Кріса напав переможець битви з драбинами «Гроші в банку» Джек Сваггер, який скористався контрактом «Гроші в банку», без труднощів переміг травмованого Джеріко і став новим чемпіоном світу в тяжкій вазі. Згодом Джеріко був переведений на RAW, де був задіяний у сюжеті про вторгнення групи Нексус, яка була очолювана Вейдом Барреттом. Кріс ввійшов у склад «Команди WWE», яка перемогла Нексус на PPV SummerSlam. Потім Кріс заявив, що покине WWE, якщо не стане чемпіоном на PPV Night of Champions. Це йому не вдалось, і 27 вересня на RAW Jericho отримав травму, після якої покинув шоу. Найближчий час Джеріко проведе в турах з групою Fozzy. Зимою 2011 року у WWE почали з'являтися таємничі промо «It Begins». Більшість схиляється до того, що річ іде про Джеріко, що він власне категорично заперечує. Відповідь буде отримана 2 січня 2012 року.
2 січня Кріс Джеріко повернувся на арену RAW, пробув на ринзі 13 хвилин, і не промовивши ні слова пішов. Офіційно був добавлений у ростер RAW. На RAW 16 січня Джеріко мав брати участь у матчі, але він просто пішов з рингу. Перед Королівською битвою 2012 таки промовив слова, згідно з якими саме він переможе на даному супершоу. На Королівській битві 2012 року, залишившись на ринзі один на один із Шеймусом, був ним вибитим. Перед Реслманією XXVIII зав'язав ф'юд із Сі Ем Панком, який завершився боєм на цьому супершоу. Переміг Панк.

## Громадянська діяльність
У 2022 році, після повномасштабного вторгнення Росії на територію України, висловив у своєму пості в Instagram підтримку українському народу українською мовою, додавши, що його дідусь та бабуся емігрували з України.

## Титули і нагороди
- Canadian Rocky Mountain Wrestling
  - Чемпіон в тяжкій вазі CRMW (1 раз)[6]
  - Північноамериканський командний чемпіон CRMW (2 рази) — з Ленсом Штормом[6]
- Consejo Mundial de Lucha Libre
  - Чемпіон світу NWA в напівтяжкій вазі (1 раз)1[7]
- Extreme Championship Wrestling
  - Світовий телевізійний чемпіон ECW (1 раз)[8]
- Pro Wrestling Illustrated
  - «Повернення року» (2008)[9]
  - «Протистояння року» (2008) проти Шона Майклза[9]
  - «Найбільш ненависний реслер року» (2002, 2008)[10]
  - PWI ставить його під № 4 в списку 500 найкращих реслерів 2002 року
  - PWI ставить його під № 5 в списку 500 найкращих реслерів 2003 року
  - PWI ставить його під № 2 в списку 500 найкращих реслерів 2009 року
  - PWI ставить його під № 5 в списку 500 найкращих реслерів 2010 року
- World Championship Wrestling
  - Чемпіон WCW в першій тяжкій вазі (4 рази)[11]
  - Світовий телевізійний чемпіон WCW (1 раз)[12]
- World Wrestling Federation / World Wrestling Entertainment

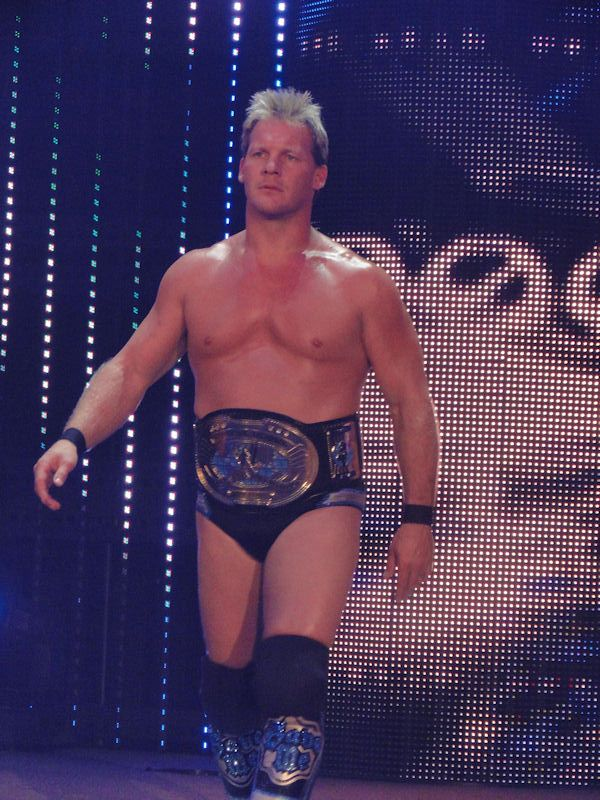
Кріс Джеріко за інтерконтинентального чемпіонства

- - Беззаперечний чемпіон WWE (1 раз)5[13]
  - Чемпіон світу у важкій вазі (3 рази)[14][15]
  - Чемпіон світу/WCW (2 рази)2[16]
  - Інтерконтинентальний чемпіон WWE (9 разів)3[17]
  - Чемпіон Сполучених Штатів WWE (1 раз)
  - Командний чемпіон світу WWE (5 разів) — з Крісом Бенуа (1), Скелею (1), Крістіаном (1), Еджем (1) і Біг Шоу (1)4[18]
  - Об'єднаний командний чемпіон WWE (2 рази) — з Еджем (1) і Біг Шоу (1)4[19]
  - Чемпіон Європи WWF (1 раз)[20]
  - Хардкорний чемпіон WWF (1 раз)[21]
  - Нагорода «Слеммі» (2008)  — «Суперзірка року»[22]
  - Нагорода «Слеммі» (2009)  — «Команда року» (разом з Біг Шоу)
  - Дев'ятий Чемпіон Потрійної Корони
  - Четвертий чемпіон Великого шолома
- World Wrestling Association
  - Командний чемпіон світу WWA (1 раз)[6]
- Wrestling Observer Newsletter
  - «Найкраще інтерв'ю» (2003, 2008, 2009)
  - «Найкраще інтерв'ю десятиліття» (2000—2009)[23]
  - «Протистояння року» (2008) проти Шона Майклза
  - «Поєдинок року» (2008) проти Шона Майклза — поєдинок з драбинами на No Mercy
  - «Найбільш недооцінений реслер» (1999, 2000)
  - «Улюблений реслер читачів» (1999)
  - «Реслер року» (2008, 2009)
  - «Best Pro Wrestling DVD» (2010) за «Breaking the Code: Behind the Walls of Chris Jericho»
  - Зал слави Wrestling Observer Newsletter (2010)

1 ↑  Попри те, що використовувались ініціали NWA, Consejo Mundial de Lucha Libre більше не входило в National Wrestling Alliance. В результаті NWA не визнає це чемпіонство.

2 ↑  Два титули було виграно під час чи зразу після The Invasion. Два титули були об'єднані і Джеріко став першим в історії Об'єднаним чемпіоном WWE.

3 ↑  Джеріко володів титулом разом з Чайною під час свого другого чемпіонства.

4 ↑  Після того, як Эдж травмувався, Джеріко вибрав своїм партнером по команді Біг Шоу як заміну, таким чином зміни чемпіонства не відбувалося.

5 ↑  Чемпіонство Джеріко проходило під час об'єднання титулів чемпіона WWE і чемпіона світу в тяжкій вазі WCW, таким чином він став першим в історії беззаперечним чемпіоном WWF.